# Razan Zaitouneh
Razan Zaitouneh (o Zeitunah; in arabo رزان زيتونة‎?) (Siria, 29 aprile 1977) è un avvocato e attivista siriana.
Attivamente coinvolta nella rivolta siriana, si è nascosta dopo essere stata accusata dal governo di essere un agente straniero e suo marito è stato arrestato. Zaitouneh ha documentato i diritti umani in Siria per i Comitati di coordinamento locale della Siria. Zaitouneh è stata rapita il 9 dicembre 2013, molto probabilmente dall'organizzazione Jaysh al-Islam. Ad agosto 2018 il suo destino è rimasto sconosciuto. Si sospetta che sia stata uccisa.

## Biografia
Zaitouneh si è laureata in giurisprudenza nel 1999 e nel 2001 ha iniziato a lavorare come avvocato.

## Attivismo legale a favore dei diritti umani
Dal 2001 fa parte del team di avvocati per la difesa dei prigionieri politici. Nello stesso anno è stata una dei fondatori dell'Associazione per i diritti umani in Siria (HRAS). Nel 2005 Razan Zaitouneh ha istituito lo SHRIL (la rete siriana di informazioni sui diritti umani), attraverso il quale denuncia le violazioni dei diritti umani in Siria. Dal 2005 fino alla sua scomparsa nel 2013 Razan Zaitouneh è stata membro attivo del Comitato per il sostegno alle famiglie di prigionieri politici in Siria.
Il 23 marzo 2011 la televisione di stato siriana ha annunciato che Razan Zaitouneh fosse un agente straniero, la quale si è nascosta mentre continuava il suo lavoro legale e sui diritti umani, al fine di evitare di essere arrestata.
Zaitouneh ha fondato il Centro di documentazione sulle violazioni in Siria nell'aprile 2011 per documentare violazioni dei diritti umani e abusi nel paese. Ha inoltre contribuito alle segnalazioni di violazioni dei diritti umani diffuse dai Comitati di coordinamento locale della Siria, di cui è stata una delle fondatrici.
Suo marito Wael Hamadeh e suo fratello Abd al-Rahman Hammada sono stati arrestati il 12 maggio 2011. Wael Hamadeh è stato rilasciato il 1 ° agosto 2011.
Il 27 ottobre 2011 le è stato assegnato il Premio Sakharov per la libertà di pensiero. In precedenza aveva ricevuto il premio Anna Politkovskaya da Reach All Women in War. Nel 2013 le è stato assegnato l'International Women of Courage Award .

## La scomparsa nel 2013
I siti web dell'opposizione hanno riferito che il 9 dicembre 2013 Zaitouneh era stata rapita insieme a suo marito e due colleghi nella città di Douma, controllata dall'opposizione, a nord di Damasco . A dicembre 2015, la loro posizione era ancora sconosciuta e l'identità dei rapitori era incerta, sebbene si sospettasse che il gruppo ribelle islamista Salafi Jaysh al-Islam fosse responsabile.
Ad agosto 2018 l'Associated Press (AP) non era a conoscenza di prove significative del destino di Zaitouneh. AP ipotizzava che Jaysh al-Islam (Esercito dell'Islam) avesse arrestato Zaitouneh e che l'avesse tenuta nella prigione di Tawbeh. Jaysh al-Islam ha negato l'ipotesi. Un indizio è stato il graffito visto da diversi testimoni sulla parete di una cella di una prigione che afferma: "Mi manca mia madre - Razan Zaitouneh, 2016." Un altro indizio è stato l'uso di uno dei computer del Centro di documentazione sulle violazioni, preso insieme a Zaitouneh nel rapimento del dicembre 2013, da un indirizzo IP di Jaysh al-Islam nella prigione di Tawbeh. Un altro attivista dell'opposizione, Mazen Darwish, ha dichiarato che Zaitouneh è stata trattenuta da Jaysh al-Islam fino all'inizio del 2017. AP ha ritenuto probabile che Zaitouneh sia stata uccisa.

## Premi
- Premio Sakharov per la libertà di pensiero 2011.
- Premio Anna Politkovskaya 2011.[16]
- Premio Ibn Rushd per la libertà di pensiero per l'anno 2012 a Berlino.

## Riconoscimenti
- Dal 2015 è onorata come Giusta al Giardino dei Giusti di tutto il mondo di Milano.